# St. Paul (Oregon)
St. Paul – miasto w Stanach Zjednoczonych, w stanie Oregon, w hrabstwie Marion.